# Seamus Elliott

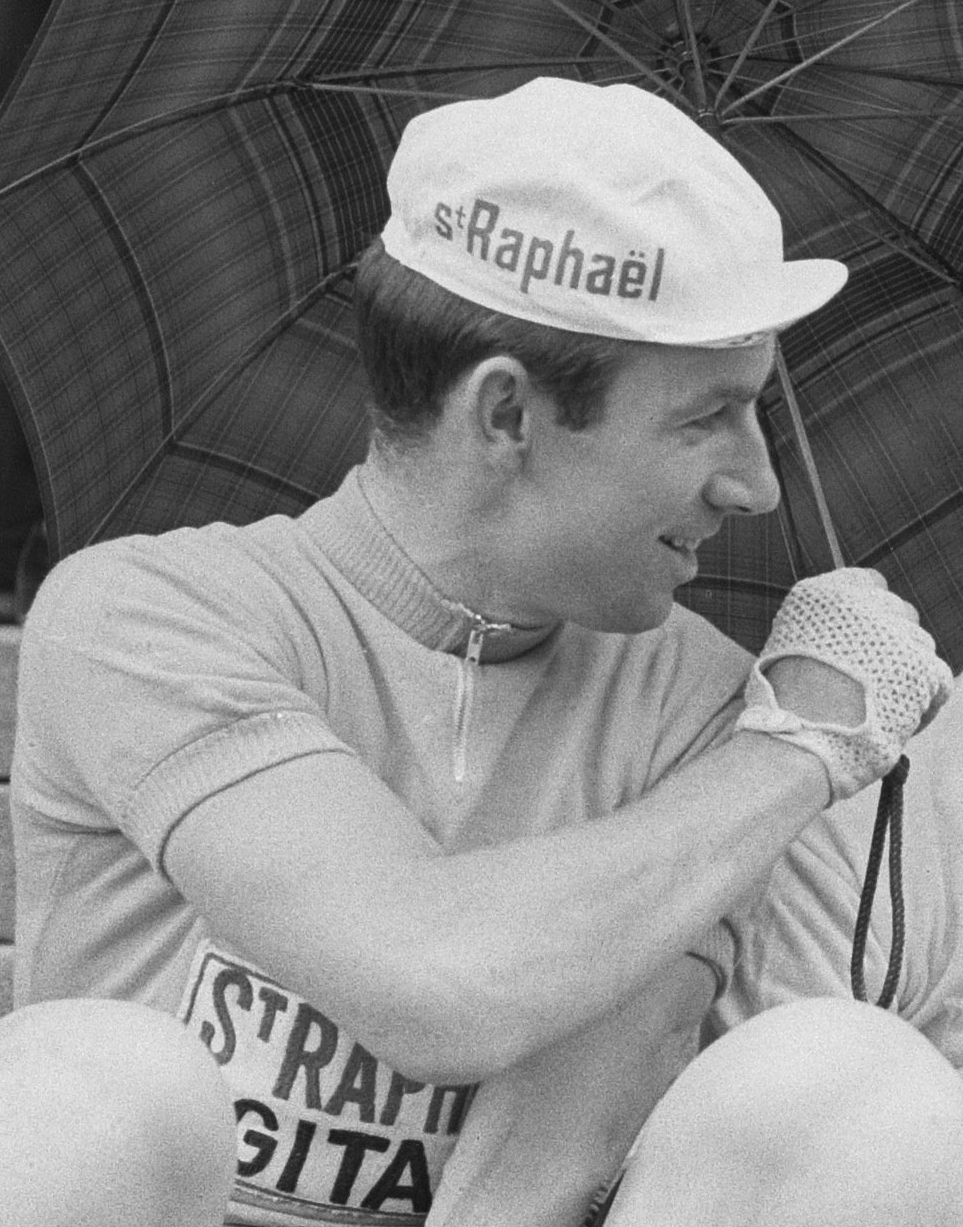
Seamus Elliott en 1963

Seamus « Shay » Elliott, né le 4 juin 1934 à Dublin et mort le 4 mai 1971 à Dublin, est un coureur cycliste irlandais.
Shay Elliott est le premier cycliste irlandais à avoir fait carrière sur le continent européen. Coureur talentueux, il a été durant la majeure partie de sa carrière un coéquipier de champions comme Jacques Anquetil ou Jean Stablinski. Il est le premier Irlandais à remporter une étape sur un grand tour et à porter le maillot de leader sur un grand tour. Il a également remporté des étapes sur les trois grands tours et été vice-champion du monde en 1962 derrière Stablinski à Salò en Italie.
Il est le premier coureur de son pays à être le porteur du maillot jaune du Tour de France et s'est classé troisième du Tour d'Espagne 1962. Il a également remporté le Circuit Het Volk en 1959.

## Biographie

### Carrière amateur
En 1953, à 18 ans, Seamus Elliott remporte le championnat d'Irlande amateur. Sa deuxième place au Tour d'Irlande la même année lui permet d'accéder au camp d'entraînement Simplex à Monte-Carlo au printemps de la saison suivante.
Durant l'hiver, il prend conseils auprès de l'ancien coureur professionnel français Francis Pélissier pour la préparation de ce camp. Celui-ci lui suggère de participer à autant de courses que possible, au moins trois ou quatre par semaine - ce qui était possible en France mais pas en Irlande. Elliott s'entraîne durement et sa bonne forme est remarquée au camp. Il est recruté par une équipe française amateur et remporte l'étape du col du Galibier de la Route de France.
En 1955, il rejoint l'Athletic Club Boulogne-Billancourt à Paris, l'une des meilleures équipes amateurs françaises. Il remporte cinq courses amateures. Sa forme impressionne les équipes professionnelles et il intègre leurs rangs pour la saison 1956.

### Carrière professionnelle
1956 est une saison d'ajustement, mais lors de sa première course majeure en 1957, le Circuit Het Volk, il fait une longue échappée avec l'Anglais Brian Robinson. Ils sont repris à l'approche de l'arrivée mais la forme d'Elliott est remarquée. Il devient coéquipier de Jacques Anquetil et Jean Stablinski.
En 1959, il effectue sa meilleure course d'un jour, avec une victoire au Het Volk. Il en est le premier vainqueur non-belge.
En 1962, il termine troisième du classement général du Tour d'Espagne, remportant la quatrième étape et finissant deuxième du classement par points. Il mène la course pendant neuf jours avant de céder la première place.
Aux championnats du monde 1962 à Salò en Italie, il se trouve dans l'échappée décisive avec son ami Stablinski. Il était son coéquipier dans le peloton professionnel, mais un rival supposé en championnat, où les coureurs courent par équipes nationales. Elliott et Stablinski collaborent pour user les autres membres du groupe. Lorsque Stablinski attaque, Elliott ne participe pas à la poursuite et le Français s'impose en solitaire. Elliott attaque finalement à son tour pour prendre la médaille d'argent. Après la course, il admet avoir sacrifié sa chance au bénéfice de Stablinski.
Le meilleur résultat d'Elliott arrive durant le Tour de France 1963. Sur la troisième étape, lui et Stablinski, tous deux membres de l'équipe St-Raphaël de Jacques Anquetil, s'échappent et creusent une avance de neuf minutes. Lorsqu'Elliott crève, Stablinksi contrôle le groupe pour lui permettre de reprendre sa place en tête de la course. À six kilomètres de l'arrivée à Roubaix, Elliott attaque, Stablinski refuse de participer à la poursuite ; l'étape est gagnée. L'avance d'Elliott est suffisante pour qu'il revête de maillot jaune de leader. Il est le premier Irlandais à porter cette tunique. Il la conserve trois jours.

### Retraite
Après sa carrière, il retourne à Dublin pour créer une entreprise de ferronnerie avec son père. Il rencontre des difficultés pour s'adapter à sa nouvelle vie, aggravées par des problèmes d'argent, la rupture de son mariage avec sa femme française, et la mort de son fils dans un accident de la circulation.
En 1970, Elliott fait son retour dans le peloton, courant pour la petite équipe britannique Falcon. Sa première course est Londres-Holyhead, longue de plus de 430 kilomètres (270 miles), la plus longue course de l'époque. Il termine 21e.
Les compétitions cyclistes nationales ne sont cependant pas aussi attractives et lucratives que sur le continent. Cumulant le cyclisme et un emploi à temps plein, il lutte pour rester compétitif. Malgré ses problèmes, il continue de courir, entraîne des juniors et propose des plans ambitieux pour le cyclisme irlandais.
En avril 1971, son père meurt. Deux jours après les funérailles, le 4 mai 1971, Seamus est retrouvé mort, suicidé par balle.

## Mémoire
La Shay Elliott Memorial Race organisée par Bray Wheelers Cycling Club, est disputée chaque année en Irlande en son honneur. Dénommée auparavant Route de Chill Mhantain, elle est devenue le Shay Elliott Trophy à la fin des années 1960, puis Shay Elliott Memorial après sa mort en 1971. Il s'agit de la plus prestigieuse course d'un jour irlandaise après le championnat national.
Un monument à la mémoire d'Elliott a été érigé par ses amis. Il se situe dans la montée du Drumgoff Bridge à Laragh, dans le comté de Wicklow.

## Palmarès et résultats

### Palmarès amateur
| - 1951 - Grand Prix d'Irlande - Navan Road Race - 1952 - Manin Veg Road Race - Dublin-Galway-Dublin : - Classement général - 2e étape - Grand Prix d'Irlande - 1953 - Circuit de Bray - Crianlarich Road Race - 2e du championnat d'Irlande sur route - 1954 - Champion d'Irlande sur route - Dublin-Waterford-Dublin : - Classement général - 2e étape - 9e étape de la Route de France - 5e étape du Tour d'Irlande - Circuit de Bray - 2e du Tour d'Irlande | - 1955 - Paris-Évreux - Grand Prix de Boulogne-Billancourt - Grand Prix de l'A.P.S.A.P - 1re étape de la Route de France - Circuit de Boulogne - 2e de Paris-Reims - 2e de Paris-Senonches - 2e du Critérium des Vainqueurs - 3e du Grand Prix de l'Équipe et du CV 19e - 5e du championnat du monde sur route amateurs |  |

### Palmarès professionnel
| - 1956 - Grand Prix de l'Écho d'Alger - Grand Prix d'Isbergues - Grand Prix Catox - 3e étape du Tour du Sud-Est - 2e du Grand Prix de Saint-Raphaël - 1957 - Semaine bretonne - Circuit de la Vienne - 3e du Grand Prix de Monaco - 3e de Paris-Bourges - 7e du Tour des Flandres - 1958 - 2e et 3e étapes des Quatre Jours de Dunkerque - 2e du Grand Prix de Nice - 2e du Tour de Picardie - 3e du Grand Prix de Saint-Raphaël - 9e de Paris-Nice - 1959 - Grand Prix de Nice - Grand Prix de Denain - Het Volk - Manx Trophy - Trofeo Longines (contre-la-montre par équipes) - 9e du Tour des Flandres - 1960 - 3ea étape du Gran Premio Ciclomotoristico - Trophée Peugeot - Grand Prix de l'Écho d'Oran - 18e étape du Tour d'Italie - 2e de Gênes-Nice - 2e du Circuit de l'Indre - 1961 - 2e étape des Quatre Jours de Dunkerque | - 1962 - 4e étape du Tour d'Espagne - 2e de Paris-Camembert - 2e du Circuit de la Vienne - Médaillé d'argent du championnat du monde sur route - 3e du Tour d'Espagne - 3e du Circuit Mandel-Lys-Escaut - 3e du Grand Prix d'Orchies - 9e du Super Prestige Pernod - 1963 - 13e étape du Tour d'Espagne - 3e étape du Tour de France - 2e de Paris-Camembert - 2e du Tour de l'Oise et de la Somme - 3e des Boucles Roquevairoises - 3e du Circuit d'Auvergne - 3e du Grand Prix du Parisien - 1964 - Manx Trophy - Tour du Morbihan - 1965 - Grand Prix de Saint-Raphaël - Tour de l'Oise et de la Somme : - Classement général - 1re étape - Grand Prix d'Orchies - Grand Prix d'Espéraza - 2e du Grand Prix de Monaco - 2e de Londres-Holyhead - 3e du Circuit du Morbihan - 4e de Paris-Luxembourg - 1966 - 6e de Paris-Luxembourg |  |

## Résultats sur les grands tours

### Tour de France
6 participations
- 1956 : abandon (4eb étape)
- 1958 : 48e
- 1959 : hors délais (14e étape)
- 1961 : 47e
- 1963 : 61e, vainqueur de la 13e étape,  maillot jaune pendant 3 jours
- 1964 : abandon (14e étape)

### Tour d'Italie
3 participations
- 1959 : 40e
- 1960 : 68e, vainqueur de la 18e étape
- 1961 : abandon

### Tour d'Espagne
2 participations
- 1962 : 3e, vainqueur de la 4e étape,  maillot amarillo pendant 9 jours
- 1963 : 41e, vainqueur de la 3e étape